# 誰變走了大佛
《誰變走了大佛》（英語：The Dream, the Bubble and the Shadow）是一部香港未上映的懸疑電影，由鄭保瑞及彭玉琳監製，葉偉信共同執導，古天樂、林家棟主演。

## 演員
- 古天樂
- 林家棟

## 發行
本片約於2022年拍攝，全程拍攝保密，本片於影視博覽2023才正式出現，並發行先導預告。古天樂於受訪時表示本片是他從影以來最感動的電影。

## 外部連結
- 香港影庫上《誰變走了大佛》的資料（繁體中文）
- 豆瓣电影上《誰變走了大佛》的資料 （简体中文）